# 中原英臣
中原 英臣（なかはら ひでおみ、1945年1月17日 - ）は、日本の医学者。新渡戸文化短期大学名誉学長。専門は感染症学、公衆衛生。山野医療専門学校副校長、西武学園医学技術専門学校東京池袋校・東京新宿校校長。
医学博士（東京慈恵会医科大学、1976年）。東京都出身。

## 略歴
- 麻布高校卒業
- 1970年
  - 3月 東京慈恵会医科大学卒業
  - 5月 第49回医師国家試験合格
- 1976年2月 医学博士号取得[1]
- 1977年～1979年 ワシントン大学（バイオ研究）
- 1985年に山梨医科大学助教授、1996年に山野美容芸術短期大学美容保健学科教授、2008年4月より東京文化短期大学（現：新渡戸文化短期大学）学長、2015年より山野医療専門学校副校長に就任。

マスコミなどでは、テレビ番組でのコメンテーターも務める。
現在は医籍には登録されていない。

## 主な著書
- 「医者しか知らない危険な話」（文藝春秋）
- 「医者に遠慮する患者は長生きできない」（河出書房新社）
- 「お医者さんも知らない健康の知恵300」（光文社）
- 「上手な医者のかかり方」（集英社）
- 「脳の力なるほど事典」（実業之日本社）
- 「ウィルスの正体と脅威」（河出書房新社）
- 「病は危から危ない健康情報にご用心」（小学館））※監修
（2006年12月10日出版）ISBN:9784093797184
- 「健康診断・人間ドックが病気をつくる」（ごま書房）
（2006年10月7日出版）ISBN:9784341083359
- 「西丸震哉の41歳寿命説は大嘘」（『文藝春秋』1990年12月号）

ほか多数
※共著・監修も含む

## メディア出演
- NNN Newsリアルタイム（日本テレビ系）